# Moment d'inèrcia
En física, el moment d'inèrcia (de símbol {\displaystyle I} o {\displaystyle J}) és la propietat escalar que tenen els cossos de resistir-se al canvi de velocitat de rotació i, en el Sistema Internacional d'Unitats, es mesura en quilograms per metre al quadrat (kg·m²).

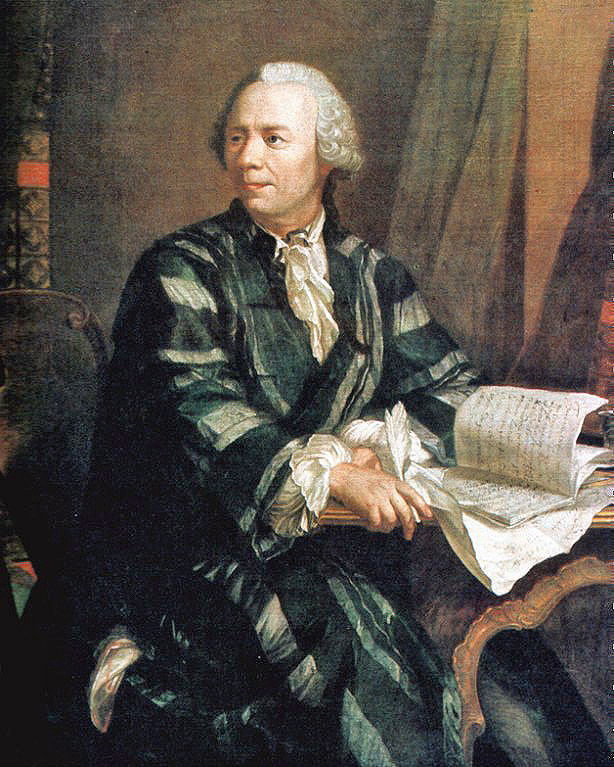
Leonhard Euler.

El concepte de «moment d'inèrcia» fou introduït el 1765 pel matemàtic i físic suís Leonhard Euler (1707-1783) en el seu llibre «Theoria Motus Corporum Solidorum seu Rigidorum» (Teoria del Moviment de Cossos Sòlids o Rígids).
El moment d'inèrcia, intervé en l'estudi de la rotació dels cossos i quantifica la inèrcia, o resistència, que oposen aquests cossos a agafar acceleració angular {\displaystyle {\vec {\alpha }}}, que és la variació en el temps de la velocitat angular {\displaystyle {\vec {\omega }}}. La relació amb el moment de la força {\displaystyle {\vec {\tau }}}, essent {\displaystyle {\vec {\tau }}={\vec {F}}\times {\vec {r}}} (producte vectorial de la força aplicada {\displaystyle {\vec {F}}} per la distància del punt d'aplicació al centre de rotació {\displaystyle {\vec {r}}}) que produeix la rotació és:
{\displaystyle {\vec {\tau }}=I{\vec {\alpha }}=I{\frac {d{\vec {\omega }}}{dt}}}
És una relació equivalent a la segona llei de Newton ({\displaystyle {\vec {F}}=m{\vec {a}}}, força és igual a massa per acceleració) aplicada a la rotació i descoberta per Euler.

## Característiques

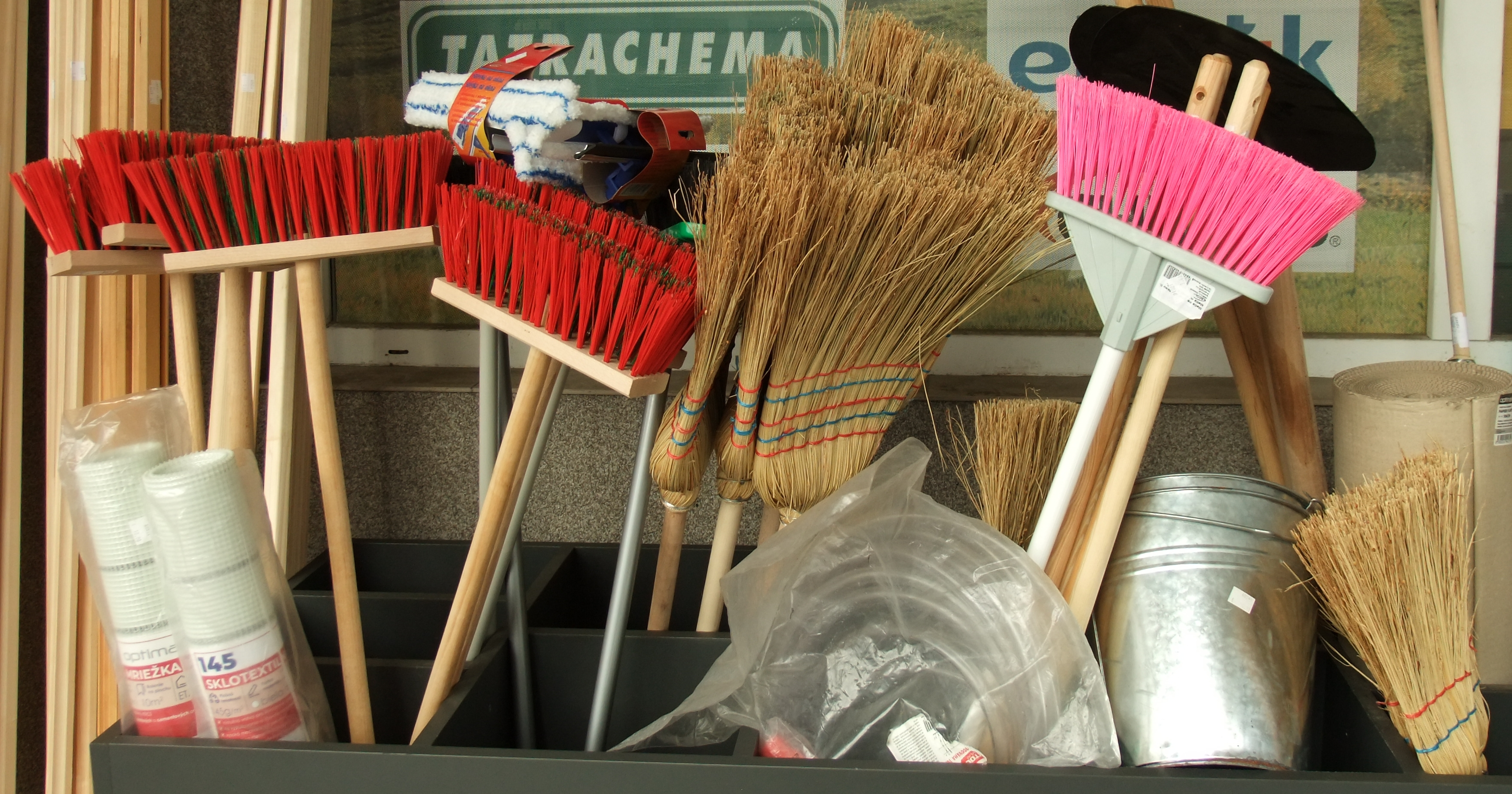
Les escombres o graneres tenen un mànec cilíndric de radi ~1 cm i ~120 cm de llargària.

A diferència de la massa, el moment d'inèrcia no és una propietat intrínseca de cada cos, ja que hi ha tants moments d'inèrcia com eixos es considerin. El moment d'inèrcia es calcula amb la suma dels productes de les masses de les partícules que constitueixen un cos pels quadrats de les seves distàncies a un eix de rotació determinat:
- Per a una partícula de massa {\displaystyle m} situada a una distància {\displaystyle r} d'un eix de rotació, el seu moment d'inèrcia respecte a aquest eix val {\displaystyle I=mr^{2}}.
- Si es tracta d'un sistema d'{\displaystyle n} partícules, el moment d'inèrcia es calcula com el sumatori {\displaystyle I=\displaystyle \textstyle \sum _{i=1}^{n}m_{i}r_{i}^{2}}, on {\displaystyle m_{i}} són les masses de les partícules (amb {\displaystyle i=1,\ldots ,n}) i {\displaystyle r_{i}} les seves respectives distàncies a l'eix.
- En el cas d'una distribució contínua de masses, l'expressió per al moment d'inèrcia s'obté amb la integral {\textstyle I=\int r^{2}dm}.[3]

A diferència de la massa, la inèrcia d'un cos no és un valor únic i pren valors diferents en funció de l'orientació de l'eix de rotació; es diu que és un tensor d'inèrcia. Aquesta oposició al canvi de velocitat es pot experimentar fàcilment amb un objecte llarg i estret com, per exemple, un mànec de granera. Fer rodar el mànec entre les dues mans resulta fàcil, es pot fer amb certa rapidesa, ja que el moment d'inèrcia és petit. El moment d'inèrcia, si l'eix de rotació coincideix amb l'eix del cilindre, val {\displaystyle I={\tfrac {1}{2}}mr^{2}} i el radi del mànec, suposat cilíndric, és d'1 cm aproximadament, o 0,01 m, per tant, el moment d'inèrcia val {\displaystyle I={\tfrac {1}{2}}m0,\!01^{2}=0,\!000\,05m}.
Si, en canvi, es pren el mànec pel mig i hom intenta fer girar com si fos un molí de dues pales, l'oposició que hom rep és considerablement superior, ja que en aquest cas el moment d'inèrcia, amb l'eix de rotació perpendicular a l'eix del cilindre i passant pel centre, és {\displaystyle I={\tfrac {1}{12}}mL^{2}}. On {\displaystyle L} és la longitud del mànec, que és aproximadament de 120 cm o 1,20 m. Per tant, {\displaystyle I={\tfrac {1}{12}}m1,\!2^{2}=0,\!12m}. Com que el moment d'inèrcia depèn del quadrat del radi o de la longitud, segons el cas, la diferència és de més de 2 400 vegades (0,12m / 0,000 05m).

## Relacions amb altres magnituds

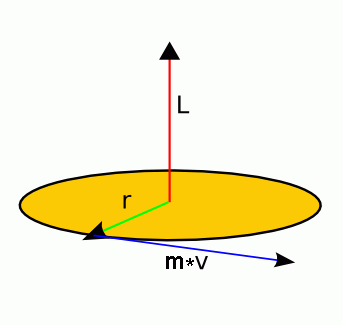
Esquema gràfic dels vectors posició, velocitat i moment angular.

### Amb el moment angular
El moment angular {\displaystyle {\vec {L}}} és una magnitud vectorial definida pel producte vectorial {\displaystyle {\vec {L}}={\vec {r}}\times m{\vec {v}}}. El moment angular d'un sòlid rígid en rotació al voltant d'un eix està relacionat amb el moment d'inèrcia amb la fórmula {\displaystyle {\vec {L}}=I{\vec {\omega }}}. El moment angular és l'equivalent en rotació al moment lineal {\displaystyle {\vec {p}}=m{\vec {v}}}.

### Amb l'energia cinètica
L'energia cinètica és {\textstyle E_{c}={\tfrac {1}{2}}mv^{2}} i l'energia cinètica de rotació és {\textstyle E_{cr}={\tfrac {1}{2}}I\omega ^{2}}. Les rodes, que es desplacen alhora que roden, tenen tant energia cinètica de translació com de rotació, i l'energia cinètica total és la suma.

### Amb el període d'un pèndol físic

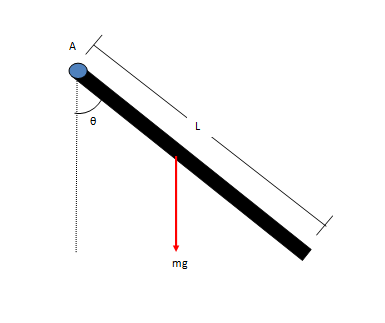
Pèndol físic constituït per una vareta que oscil·la per un extrem amb un moment d'inèrcia i una distància de l'eix amb el centre de gravetat. Substituint a la fórmula del període resulta que val:

Si hom fa oscil·lar un sòlid rígid respecte d'un eix que no passi pel seu centre de gravetat oscil·la i el període {\displaystyle T} d'aquest pèndol, anomenat pèndol físic o real, és: ⁣
{\displaystyle T=2\pi {\sqrt {\frac {I}{mgd}}}}
En aquesta fórmula {\displaystyle m} és la massa del pèndol, {\displaystyle g} és l'acceleració de la gravetat i {\displaystyle d} és la distància que separa aquest eix del centre de gravetat del cos. De la comparació amb el període del pèndol simple es dedueix que la longitud equivalent del pèndol físic és {\displaystyle I/md}. El pèndol físic presenta dos punts de suspensió diferents per als quals té el mateix període; la distància entre aquests dos punts és igual a la longitud equivalent.
El període d'un pèndol físic es pot determinar fàcilment i permet calcular moments d'inèrcia de sòlids rígids irregulars.

### Amb el període d'un pèndol de torsió
Un pèndol de torsió és un sistema constituït per un sòlid suspès d'un fil vertical, generalment metàl·lic, que oscil·la al voltant de l'eix vertical del fil per efecte del moment de torsió. Per a angles de gir dins dels límits de validesa de la llei de Hooke, el sistema realitza un moviment oscil·latori harmònic al voltant de l'eix vertical. El període {\displaystyle T} d'aquesta oscil·lació és igual a:
{\displaystyle T=2\pi {\sqrt {\frac {I}{C}}}}
on {\displaystyle C} és la constant de torsió del fil definida com a quocient entre el moment del parell de forces aplicat {\displaystyle \tau } i l'angle girat {\displaystyle \theta }, és a dir {\displaystyle C=\tau /\theta }.

Aquest període es pot determinar experimentalment i s'empra per determinar moments d'inèrcia de sòlids rígids irregulars.

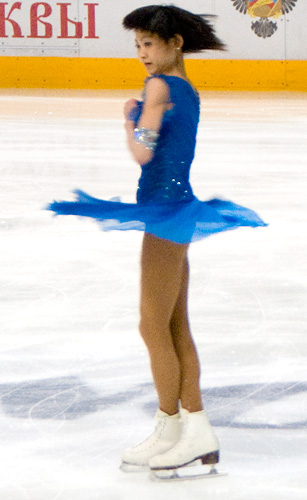
Yuko Kawaguti a la Copa de Rússia 2010, patinatge lliure. Quan la patinadora artística amaga els seus braços, reduint el moment d'inèrcia, gira més de pressa perquè es conserva el moment angular. Si disminueix ha d'augmentar.

## Moments d'inèrcia d'alguns sòlids rígids
| Cos | Figura | Moment d'inèrcia                                                                                        |
| --- | ------ | --- |
| Vareta prima de longitud {\displaystyle L} i massa {\displaystyle m}, perpendicular a l'eix de rotació, que gira al voltant del seu centre. |        | {\displaystyle I={\tfrac {1}{12}}mL^{2}}                                                                |
| Vareta prima de longitud {\displaystyle L} i massa {\displaystyle m}, perpendicular a l'eix de rotació, girant al voltant d'un extrem.      |        | {\displaystyle I={\tfrac {1}{3}}mL^{2}}                                                                 |
| Cilindre sòlid de radi {\displaystyle r} altura {\displaystyle h} i massa {\displaystyle m}.                                                |        | {\displaystyle I_{z}={\tfrac {1}{2}}mr^{2}} {\displaystyle I_{x}=I_{y}={\tfrac {1}{12}}m(3r^{2}+h^{2})} |
| Disc prim rígid de radi {\displaystyle r} ({\displaystyle h\ll r}) i massa {\displaystyle m}.                                               |        | {\displaystyle I_{z}={\tfrac {1}{2}}mr^{2}} {\displaystyle I_{x}=I_{y}={\tfrac {1}{4}}mr^{2}}           |
| Esfera plena de radi {\displaystyle r} i massa {\displaystyle m}.                                                                           |        | {\displaystyle I={\tfrac {2}{5}}mr^{2}}                                                                 |

## Teoremes dels eixos
En la determinació de moments d'inèrcia respecte a certs eixos, conegut el seu valor respecte a d'altres, són útils el teorema de Steiner i el teorema dels eixos perpendiculars.

### Eixos principals d'inèrcia
Si, amb origen en un punt fix de l'espai, es consideren els moments d'inèrcia respecte a tots els eixos possibles, per a un cert eix el moment d'inèrcia té un valor màxim i respecte a un altre eix perpendicular al primer té el valor mínim. Aquests dos valors, màxim i mínim, juntament amb un tercer moment d'inèrcia respecte a l'eix perpendicular als dos anteriors, constitueixen els moments d'inèrcia principals del cos i els eixos respectius són els eixos principals d'inèrcia. Tenen particular interès els eixos principals amb origen en el centre de masses del cos.

Si hom anomena el moment d'inèrcia respecte de l'eix que passa pel centre de masses, el moment d'inèrcia respecte a l'eix és, amb la massa del sòlid rígid.

### Teorema dels eixos paral·lels o teorema de Steiner
Si es coneix el moment d'inèrcia d'un sòlid rígid respecte a un eix que passa pel seu centre de masses, pot obtenir-se el moment d'inèrcia del mateix sòlid rígid respecte a un eix paral·lel a l'eix del centre de masses utilitzant el teorema de Steiner. Aquest teorema diu que el moment d'inèrcia {\displaystyle I} respecte a un eix {\displaystyle Z'} qualsevol d'un cos és igual al moment d'inèrcia respecte a un eix paral·lel a l'anterior {\displaystyle Z} que passi pel centre de masses {\displaystyle I_{CM}} més el producte de la massa del cos {\displaystyle m} pel quadrat de la distància {\displaystyle d} entre els dos eixos. Matemàticament:
{\displaystyle I=I_{CM}+md^{2}}
S'anomena fórmula de Steiner aquesta relació perquè Jacob Steiner (1796-1863), un matemàtic suís, desenvolupà una teoria geomètrica del centre de gravetat d'on obtingué una fórmula que, convenientment interpretada, és equivalent a la fórmula aquí indicada. Tanmateix, aquesta fórmula, que té ple significat dins la mecànica del sòlid rígid ja l'havia introduït Leonhard Euler en el seu llibre de mecànica del sòlid rígid Theoria Motus Corporum Solidorum seu Rigidorum del 1760, on li donà la significació que avui dia té a la física.

### Teorema dels eixos perpendiculars

Els moments d'inèrcia de tres eixos perpendiculars estan relacionats, El moment d'inèrcia d'un eix perpendicular al pla del sòlid rígid és suma dels moments d'inèrcia respecte a dos eixos perpendiculars continguts en el pla:.

Per a un objecte pla, el moment d'inèrcia sobre un eix perpendicular al pla és la suma dels moments d'inèrcia sobre dos eixos perpendiculars, a través del mateix d'encreuament entre l'objecte i el seu pla perpendicular. La utilitat d'aquest teorema va més enllà del càlcul dels moments dels objectes estrictament plans. És una eina valuosa en la construcció dels moments d'inèrcia d'objectes tridimensionals tals com a cilindres trossejant-los en discos plans i sumant els moments d'inèrcia de tots els discos.
Per exemple els moments d'inèrcia d'un disc prim segons els eixos de la figura són:
{\displaystyle I_{z}={\tfrac {1}{2}}mr^{2}}{\displaystyle I_{x}=I_{y}={\tfrac {1}{4}}mr^{2}}
Si hom suma els dos darrers obté el primer, ja que els eixos són perpendiculars i passen pel mateix punt:
{\displaystyle I_{x}+I_{y}={\tfrac {1}{4}}mr^{2}+{\tfrac {1}{4}}mr^{2}={\tfrac {2}{4}}mr^{2}={\tfrac {1}{2}}mr^{2}=I_{z}}
Aquest moment d'inèrcia {\displaystyle I_{z}} és un moment d'inèrcia d'un eix perpendicular a un objecte pla que passa pel centre de referència. Aquests moments d'inèrcia s'anomenen moments polars d'inèrcia i se simbolitzen {\displaystyle I_{0}}.